# بخش مونرو (شهرستان لوگان، اوهایو)
بخش مونرو (به انگلیسی: Monroe Township) یک منطقهٔ مسکونی در ایالات متحده آمریکا است که در شهرستان لوگان، اوهایو واقع شده‌است.
 بخش مونرو ۸۱٫۰۲ کیلومتر مربع مساحت و ۱٬۷۳۹ نفر جمعیت دارد و ۴۱۷٫۸۹ متر بالاتر از سطح دریا واقع شده‌است.